# Bordères-sur-l'Échez
Pour les articles homonymes, voir Bordères (homonymie).
Bordères-sur-l'Échez [bɔʁdɛʁ syʁ leʃɛs] est une commune française située dans le nord du département des Hautes-Pyrénées, en région Occitanie. Sur le plan historique et culturel, la commune est dans l’ancien comté de Bigorre, comté historique des Pyrénées françaises et de Gascogne.
Exposée à un climat océanique altéré, elle est drainée par l'Échez, le Souy, la Géline, le Mardaing et par divers autres petits cours d'eau. La commune possède un patrimoine naturel remarquable composé de trois zones naturelles d'intérêt écologique, faunistique et floristique.
Bordères-sur-l'Échez est une commune urbaine qui compte 5 394 habitants en 2022, après avoir connu une forte hausse de la population depuis 1962. Elle est dans l'agglomération de Tarbes et fait partie de l'aire d'attraction de Tarbes. Ses habitants sont appelés les Borderais ou  Borderaises.

## Géographie

### Localisation
La commune de Bordères-sur-l'Échez se trouve dans le département des Hautes-Pyrénées, en région Occitanie.
Elle se situe à 4 km à vol d'oiseau de Tarbes, préfecture du département
, bureau centralisateur du canton de Bordères-sur-l'Échez dont dépend la commune depuis 2015 pour les élections départementales.
La commune fait en outre partie du bassin de vie de Tarbes.
Les communes les plus proches sont : 
Oursbelille (3,2 km), Tarbes (3,6 km), Bours (4,1 km), Bazet (4,1 km), Aureilhan (4,2 km), Ibos (4,8 km), Lagarde (5,4 km), Gayan (5,5 km).
Sur le plan historique et culturel, Bordères-sur-l'Échez fait partie de l’ancien comté de Bigorre, comté historique des Pyrénées françaises et de Gascogne créé au IXe siècle puis rattaché au domaine royal en 1302, inclus ensuite au comté de Foix en 1425 puis une nouvelle fois rattaché au royaume de France en 1607. La commune est dans le pays de Tarbes et de la Haute Bigorre.
|        | Oursbelille          | Bazet |
| Pintac | Bordères-sur-l'Échez | Bours |
| Ibos   | Tarbes               |       |

### Hydrographie
La commune est dans le bassin de l'Adour, au sein du bassin hydrographique Adour-Garonne. Elle est drainée par le Échez, le Souy, la Géline, le Mardaing et par divers petits cours d'eau, constituant un réseau hydrographique de 16 km de longueur totale,.
Le Échez, d'une longueur totale de 64,1 km, prend sa source dans la commune de Germs-sur-l'Oussouet et s'écoule du sud vers le nord. Il traverse la commune et se jette dans l'Adour à Maubourguet, après avoir traversé 26 communes.
Le Souy, d'une longueur totale de 24,7 km, prend sa source dans la commune d'Ossun et s'écoule du sud vers le nord. Il traverse la commune et se jette dans le Luy à Siarrouy, après avoir traversé 8 communes.
La Géline, d'une longueur totale de 20,8 km, prend sa source dans la commune d'Azereix et s'écoule du sud-ouest vers le nord-ouest. Il traverse la commune et se jette dans le canal de Luzerte à Saint-Lézer, après avoir traversé 12 communes.
Le Mardaing, d'une longueur totale de 19 km, prend sa source dans la commune de Bartrès et s'écoule du sud vers le nord. Il traverse la commune et se jette dans le Souy à Bordères-sur-l'Échez, après avoir traversé 5 communes.

### Climat
Le climat est tempéré de type océanique, en raison de l'influence proche de l'océan Atlantique situé à peu près 150 km plus à l'ouest. La proximité des Pyrénées fait que la commune profite d'un effet de foehn, il peut aussi y neiger en hiver, même si cela reste inhabituel.
| Mois                              | jan.  | fév.  | mars  | avril | mai   | juin  | jui.  | août  | sep.  | oct.  | nov.  | déc.  | année   |
| --------------------------------- | ----- | ----- | ----- | ----- | ----- | ----- | ----- | ----- | ----- | ----- | ----- | ----- | ------- |
| Température minimale moyenne (°C) | 0,6   | 1,3   | 2,7   | 5,2   | 8,3   | 11,6  | 14,1  | 13,9  | 11,7  | 8     | 3,6   | 1,3   | 6,9     |
| Température moyenne (°C)          | 5,3   | 6,1   | 7,8   | 10    | 13,3  | 16,7  | 19,3  | 19    | 17,2  | 13,3  | 8,5   | 5,8   | 11,9    |
| Température maximale moyenne (°C) | 9,9   | 11    | 12,9  | 14,8  | 18,3  | 21,7  | 24,5  | 24    | 22,6  | 18,6  | 13,4  | 10,4  | 16,8    |
| Ensoleillement (h)                | 108,8 | 118,8 | 155,6 | 157,2 | 181,3 | 191,5 | 215,5 | 196,4 | 194,5 | 164,4 | 124,4 | 104,4 | 1 912,8 |
| Précipitations (mm)               | 112,8 | 97,5  | 100,2 | 105,7 | 113,6 | 80,7  | 57,3  | 70,3  | 71    | 85,2  | 93    | 112,1 | 1 099,4 |

### Milieux naturels et biodiversité

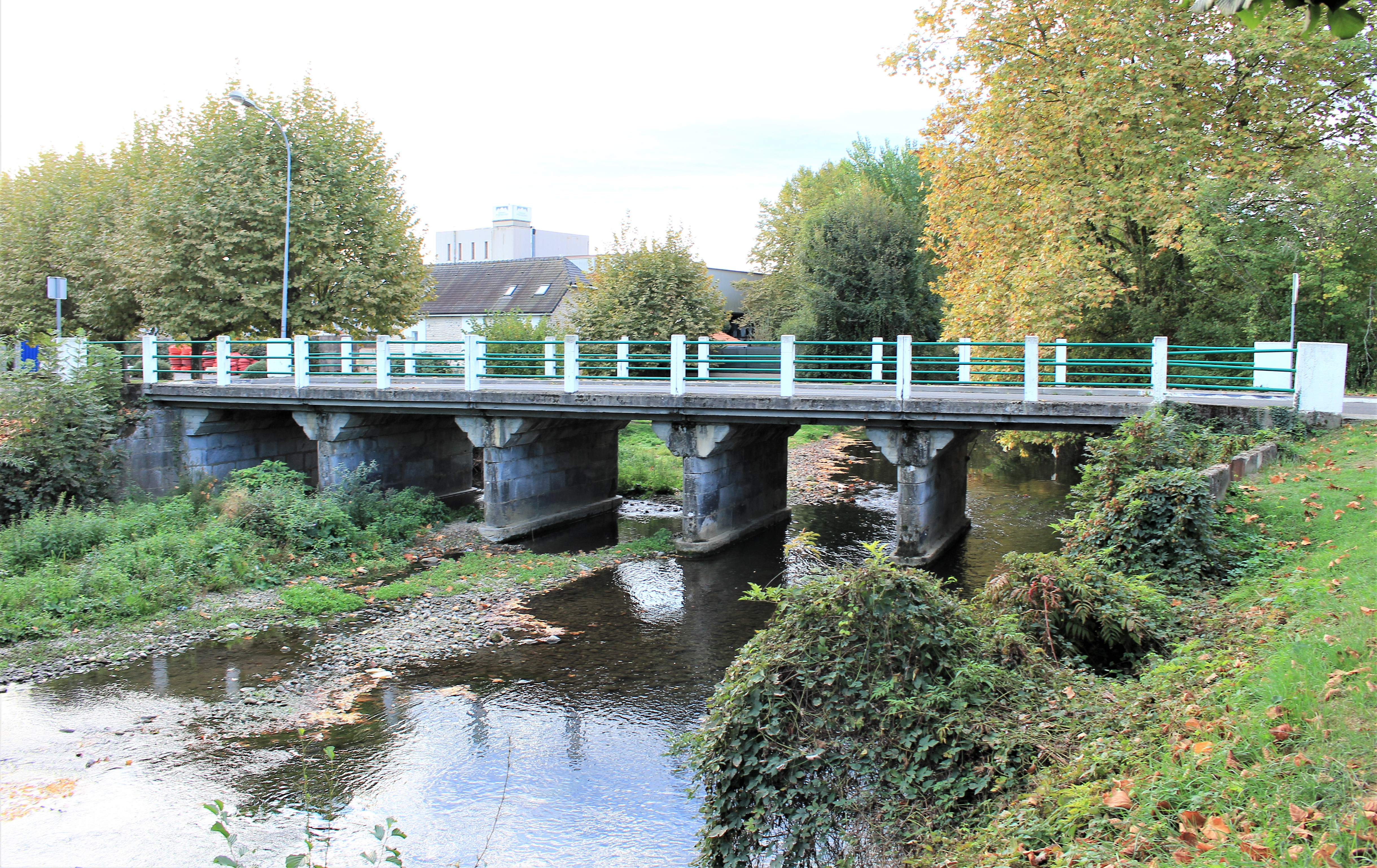
Le pont au-dessus de l'Échez.

L’inventaire des zones naturelles d'intérêt écologique, faunistique et floristique (ZNIEFF) a pour objectif de réaliser une couverture des zones les plus intéressantes sur le plan écologique, essentiellement dans la perspective d’améliorer la connaissance du patrimoine naturel national et de fournir aux différents décideurs un outil d’aide à la prise en compte de l’environnement dans l’aménagement du territoire.
Deux ZNIEFF de type 1 sont recensées sur la commune :
le « bois des collines de l'ouest tarbais » (3 095 ha), couvrant 13 communes dont deux dans les Pyrénées-Atlantiques et 11 dans les Hautes-Pyrénées et 
le « réseau hydrographique de l'Échez » (392 ha), couvrant 26 communes dont trois dans les Pyrénées-Atlantiques et 23 dans les Hautes-Pyrénées
et une ZNIEFF de type 2, : 
le « plateau de Ger et coteaux de l'ouest tarbais » (6 409 ha), couvrant 26 communes dont six dans les Pyrénées-Atlantiques et 20 dans les Hautes-Pyrénées.

## Urbanisme

### Typologie
Au 1er janvier 2024, Bordères-sur-l'Échez est catégorisée ceinture urbaine, selon la nouvelle grille communale de densité à sept niveaux définie par l'Insee en 2022.
Elle appartient à l'unité urbaine de Tarbes, une agglomération intra-départementale regroupant 15  communes, dont elle est une commune de la banlieue,,. Par ailleurs la commune fait partie de l'aire d'attraction de Tarbes, dont elle est une commune de la couronne,. Cette aire, qui regroupe 153 communes, est catégorisée dans les aires de 50 000 à moins de 200 000 habitants,.

### Occupation des sols
L'occupation des sols de la commune, telle qu'elle ressort de la base de données européenne d’occupation biophysique des sols Corine Land Cover (CLC), est marquée par l'importance des territoires agricoles (61,1 % en 2018), en diminution par rapport à 1990 (68,6 %). La répartition détaillée en 2018 est la suivante : 
terres arables (30,5 %), zones agricoles hétérogènes (21 %), forêts (17,4 %), zones urbanisées (16,8 %), prairies (9,6 %), zones industrielles ou commerciales et réseaux de communication (4,7 %).
L'IGN met par ailleurs à disposition un outil en ligne permettant de comparer l’évolution dans le temps de l’occupation des sols de la commune (ou de territoires à des échelles différentes). Plusieurs époques sont accessibles sous forme de cartes ou photos aériennes : la carte de Cassini (XVIIIe siècle), la carte d'état-major (1820-1866) et la période actuelle (1950 à aujourd'hui).

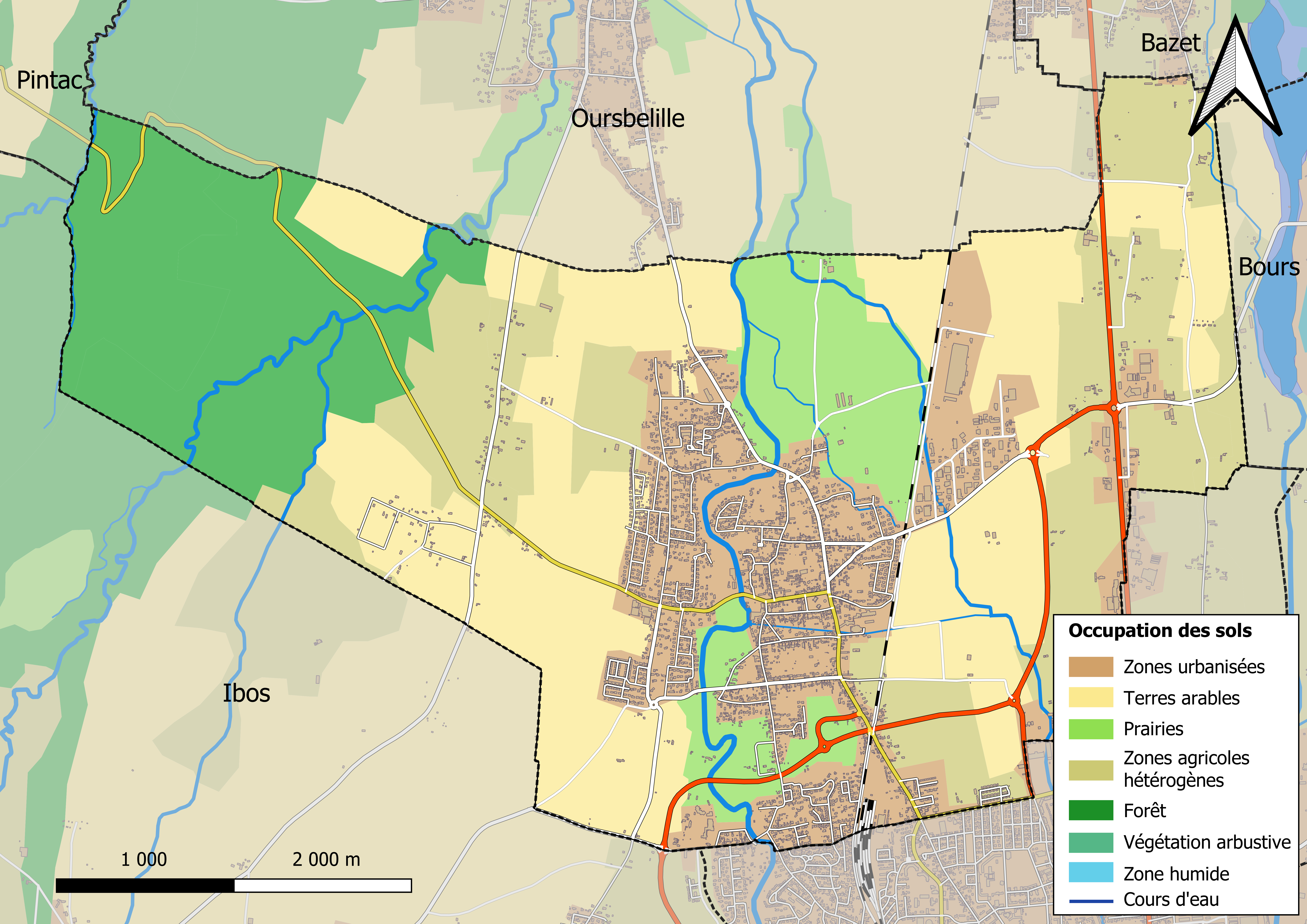
Carte des infrastructures et de l'occupation des sols en 2018 (CLC) de la commune.
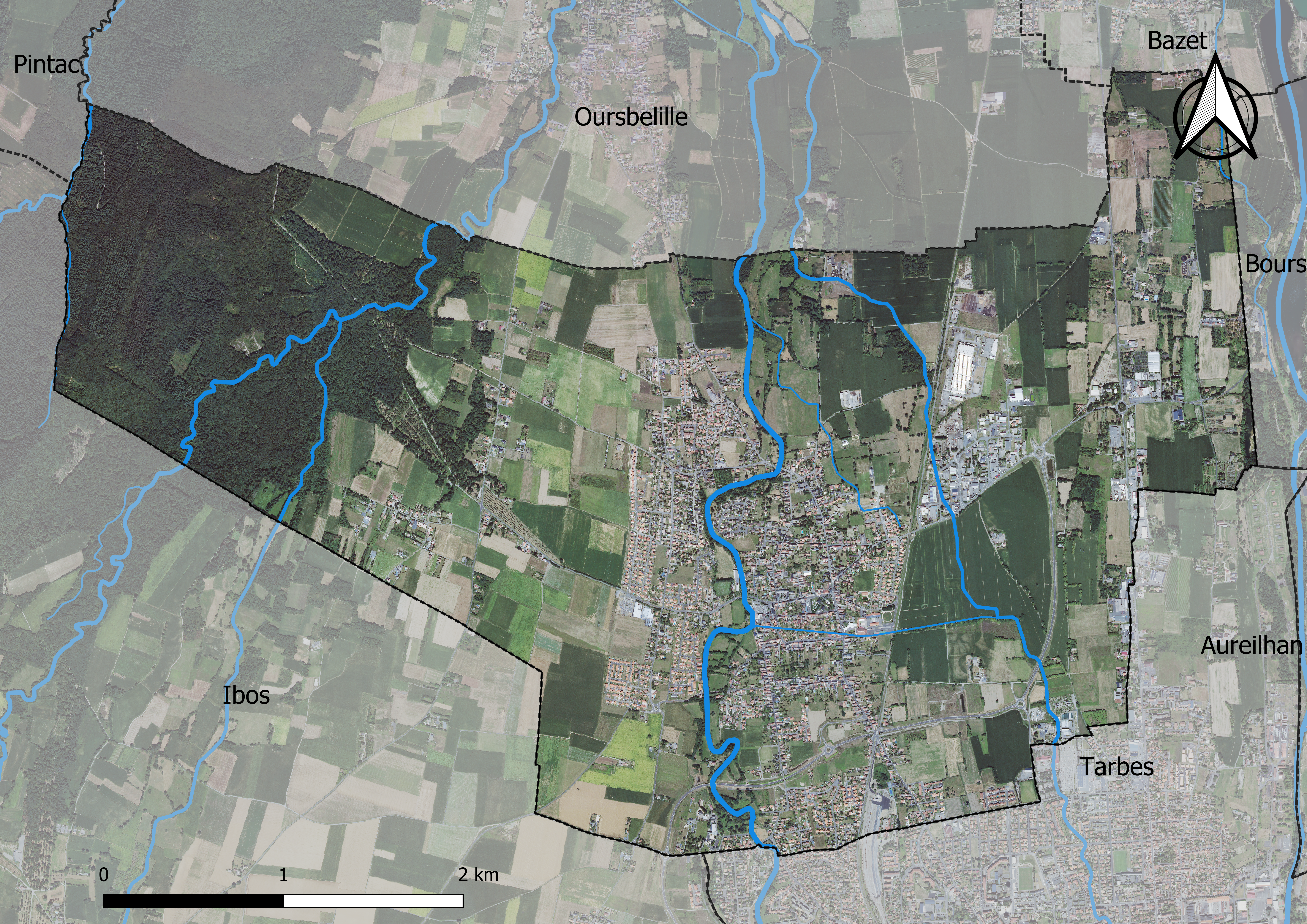
Carte orthophotogrammétrique de la commune.

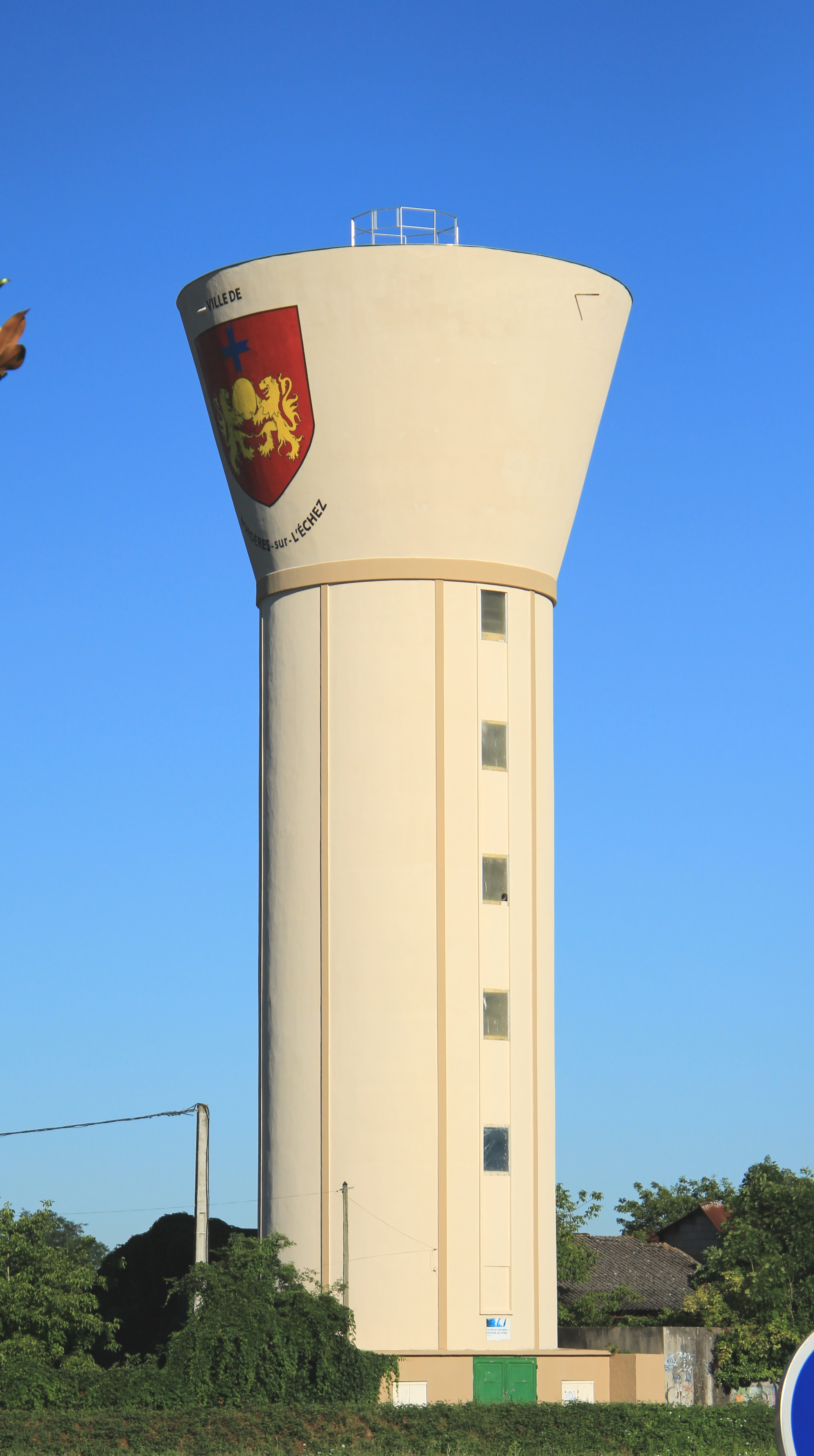
Le château d’eau en 2019.

### Logement
En 2012, le nombre total de logements dans la commune est de 2 045.

Parmi ces logements, 92,6 % sont des résidences principales, 1,2 % des résidences secondaires et 6,3 % des logements vacants.

### Voies de communication et transports
Cette commune est desservie par la route départementale D 935 et les routes départementales D 2,D 7, D 93 et D 902.

### Risques majeurs
Le territoire de la commune de Bordères-sur-l'Échez est vulnérable à différents aléas naturels : météorologiques (tempête, orage, neige, grand froid, canicule ou sécheresse), inondations, mouvements de terrains et séisme (sismicité modérée). Il est également exposé à deux risques technologiques,  le transport de matières dangereuses et  le risque industriel. Un site publié par le BRGM permet d'évaluer simplement et rapidement les risques d'un bien localisé soit par son adresse soit par le numéro de sa parcelle.

#### Risques naturels
Certaines parties du territoire communal sont susceptibles d’être affectées par le risque d’inondation par débordement de cours d'eau, notamment l'Échez, le Souy, le Mardaing et le Géline. La cartographie des zones inondables en ex-Midi-Pyrénées réalisée dans le cadre du XIe Contrat de plan État-région, visant à informer les citoyens et les décideurs sur le risque d’inondation, est accessible sur le site de la DREAL Occitanie. La commune a été reconnue en état de catastrophe naturelle au titre des dommages causés par les inondations et coulées de boue survenues en 1982, 1997, 1999, 2009, 2019 et 2021,.
Bordères-sur-l'Échez est exposée au risque de feu de forêt. Un plan départemental de protection des forêts contre les incendies a été approuvé par arrêté préfectoral le 21 avril 2020 pour la période 2020-2029. Le précédent couvrait la période 2007-2017. L’emploi du feu est régi par deux types de réglementations. D’abord le code forestier et l’arrêté préfectoral du 27 octobre 2014, qui réglementent l’emploi du feu à moins de 200 m des espaces naturels combustibles sur l’ensemble du département. Ensuite celle établie dans le cadre de la lutte contre la pollution de l’air, qui interdit le brûlage des déchets verts des particuliers. L’écobuage est quant à lui réglementé dans le cadre de commissions locales d’écobuage (CLE).

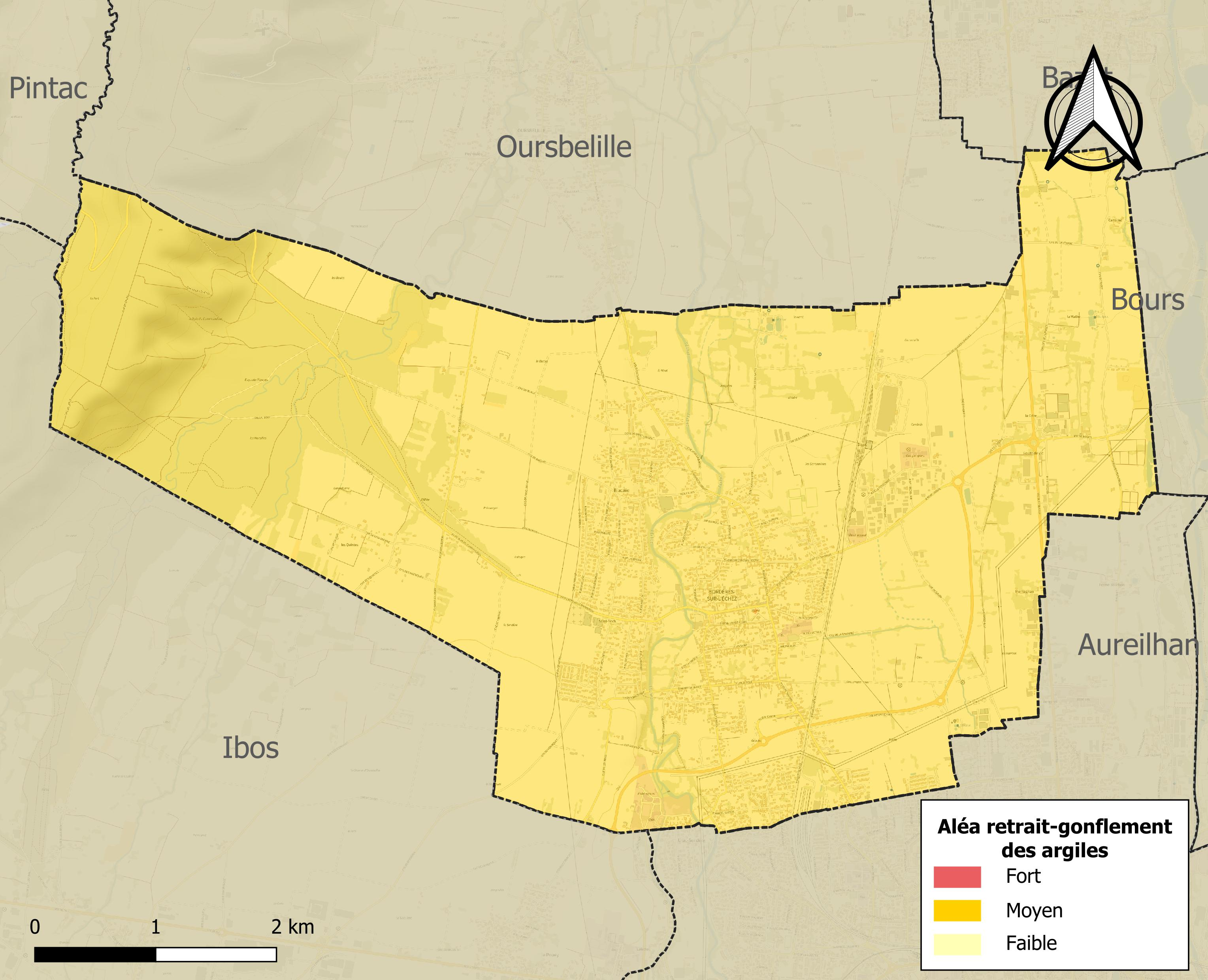
Carte des zones d'aléa retrait-gonflement des sols argileux de Bordères-sur-l'Échez.

Les mouvements de terrains susceptibles de se produire sur la commune sont des tassements différentiels.
Le retrait-gonflement des sols argileux est susceptible d'engendrer des dommages importants aux bâtiments en cas d’alternance de périodes de sécheresse et de pluie. La totalité de la commune est en aléa moyen ou fort (44,5 % au niveau départemental et 48,5 % au niveau national). Sur les 2 027 bâtiments dénombrés sur la commune en 2019, 2 027 sont en aléa moyen ou fort, soit 100 %, à comparer aux 75 % au niveau départemental et 54 % au niveau national. Une cartographie de l'exposition du territoire national au retrait gonflement des sols argileux est disponible sur le site du BRGM,.
Par ailleurs, afin de mieux appréhender le risque d’affaissement de terrain, l'inventaire national des cavités souterraines permet de localiser celles situées sur la commune.
Concernant les mouvements de terrains, la commune a été reconnue en état de catastrophe naturelle au titre des dommages causés par la sécheresse en 2003 et par des mouvements de terrain en 1999.

#### Risques technologiques
La commune est exposée au risque industriel du fait de la présence sur son territoire d'une entreprise soumise à la directive européenne SEVESO.
Le risque de transport de matières dangereuses sur la commune est lié à sa traversée par une ligne de chemin de fer et une canalisation de transport d'hydrocarbures. Un accident se produisant sur de telles infrastructures est susceptible d’avoir des effets graves sur les biens, les personnes ou l'environnement, selon la nature du matériau transporté. Des dispositions d’urbanisme peuvent être préconisées en conséquence.

## Toponymie

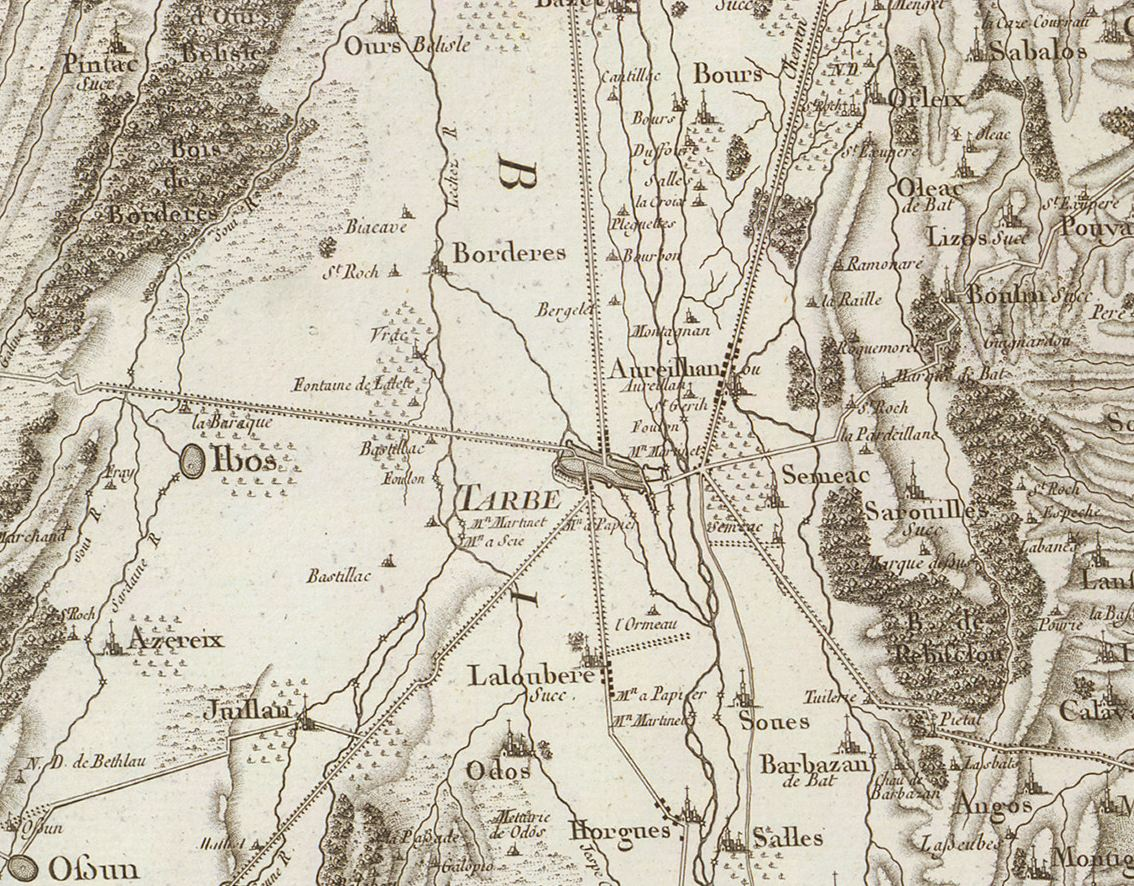
Extrait de la carte de Cassini (entre 1756 et 1789) situant Bordères-sur-l'Échez au nord-ouest de Tarbes.

On trouvera les principales informations dans le Dictionnaire toponymique des communes des Hautes Pyrénées de Michel Grosclaude et Jean-François Le Nail qui rapporte les dénominations historiques du village :
Dénominations historiques :
- Borderes (1149, Du Bourg ; 1209, cartulaire de Berdoues ; 1235, ibid. ; etc.) ;
- de Borderiis, latin (1205, ibid. ; 1247, Du Bourg ; etc.) ;
- Bordera's (1247, Du Bourg) ;
- Borderas (1429, censier de Bigorre) ;
- Borderes (fin XVIIIe siècle, carte de Cassini) ;
- Bordères a pris en 1897 le nom de Bordères-sur-l’Échez.

Étymologie : du gascon bordèras : les petites maisons.
Nom occitan : Bordèras.

## Histoire
La bourgade s’établit à l’origine sur une ancienne villa gallo-romaine située près du château d’Urac avec, en contrebas, la rivière de l’Échez. Aux alentours des années 800, la communauté locale entreprit volontairement d’agrandir son patrimoine en défrichant bois et landes, et en construisant une chapelle.
Dès le XVe siècle, l’enthousiasme mystique initial s’estompe petit à petit. Un mouvement de repli s’annonce. La Révolution et Bonaparte, lui porteront le coup de grâce et BordesHerès retombe sous le giron monarchique des Bourbons.
Depuis la Révolution jusqu’à nos jours, aucun fait marquant n’est à signaler. Il ne reste aujourd’hui de la commanderie qu’un pan de mur et le bois du Commandeur, dont l’histoire dit qu’un trésor y serait enfoui.. Il y a environ 1 300 ans, en bordure des profondes forêts séparant Tarba des coteaux béarnais de Ger, existaient des granges et des bordes à troupeaux  d’où le nom de BordesHères, donné à ce lieu riverain de l’Échez.
Petit à petit BordesHères devint Bordères mais ce n’est que le 30 janvier 1897 que le nom de Bordères-sur-l'Échez fut instauré.

### Les Templiers et les Hospitaliers
En 1148, afin de les récompenser, Pierre de Marsan, comte de Bigorre, sa femme Béatrix et son fils Centulle, placèrent les Borderais sous la protection d’un nouvel ordre, l’ordre du Temple.
Cet ordre fut créé en 1118 par dix chevaliers et en 1128, le concile de Troyes officialise cet ordre religieux après qu’ils eurent adopté une règle créée à leur intention par saint Bernard. Les Templiers avaient pour but la surveillance des lieux saints et la protection physique et financière des pèlerins.
Sous l’administration des Templiers, le village édifia une commanderie fortifiée (actuellement détruite) destinée à recueillir les croisés et pèlerins sur la route de la Terre sainte. En 1171, BordesHerès se voit remettre sa charte d’affranchissement mais sous la décision du comte d’Orleix, ce droit lui est confisqué.
Jusqu’à la décision du pape Clément V, prise au terme du procès des Templiers, sous l'influence du roi de France Philippe le Bel, d’abolir l’Ordre, les Templiers, vêtus de leurs manteaux blancs timbrés de la croix (rouge), vécurent paisiblement. La décision pontificale entraîna l’exécution du dernier commandeur des Templiers de BordesHerès à Auch, en 1313, ainsi que la distribution des richesses de l’Ordre aux Hospitaliers de l'ordre de Saint-Jean de Jérusalem après que le roi Philippe le Bel se soit servi.
Durant leur long séjour en Bigorre et particulièrement à Bordères, les Hospitaliers agrandirent la chapelle, la transformèrent en 1515, 1650 et 1730, et la frappèrent de leur croix à huit pointes.

### Cadastre napoléonien de Bordères-sur-l'Échez
Le plan cadastral napoléonien de Bordères-sur-l'Échez est consultable sur le site des archives départementales des Hautes-Pyrénées.

## Politique et administration

### Liste des maires

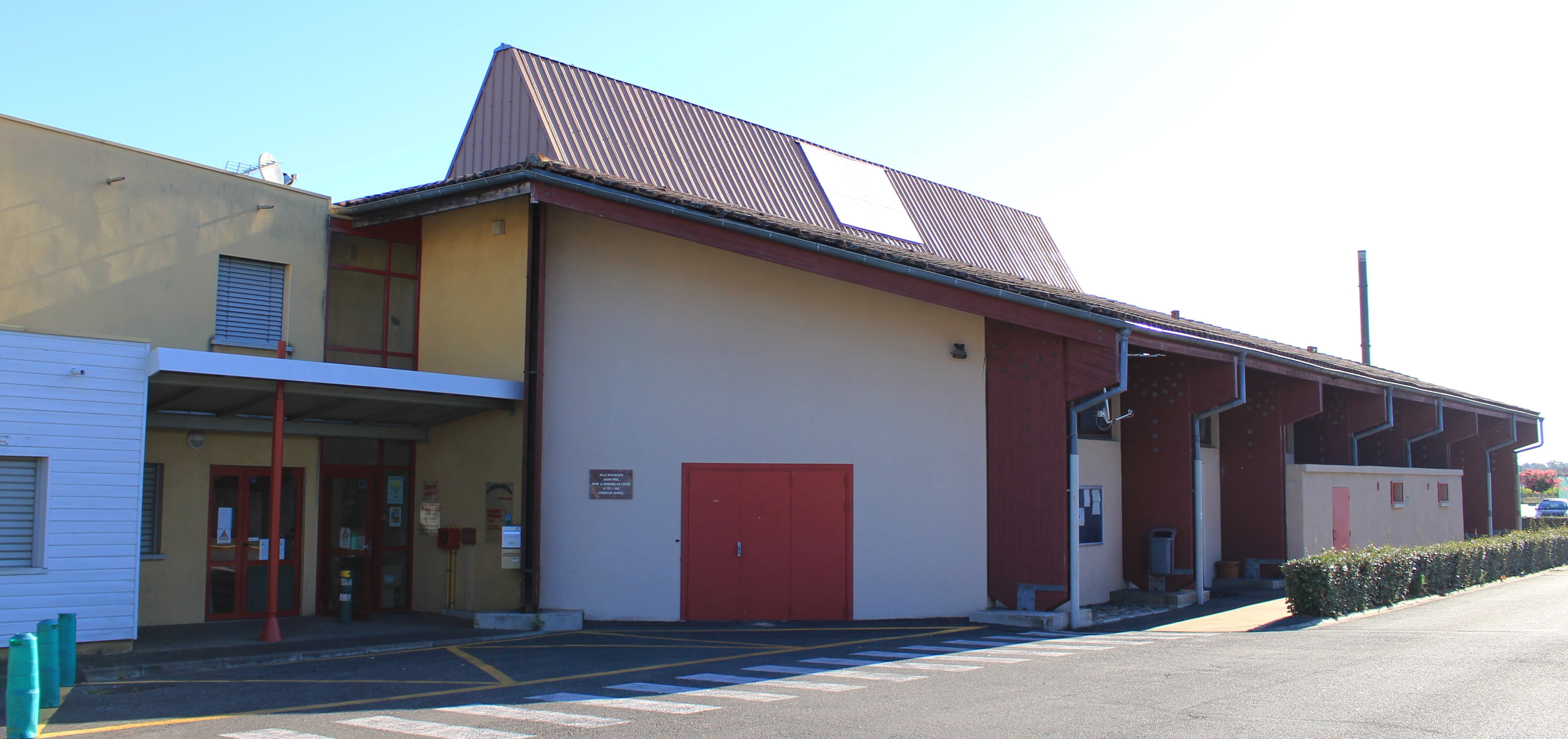
Le foyer rural.

| Période                                  | Période                   | Identité         | Étiquette    | Qualité                                                                                          |
| ---------------------------------------- | ------------------------- | ---------------- | ------------ | ------------------------------------------------------------------------------------------------ |
| 1954                                     | 1955                      | Laurent Pujo     |              |                                                                                                  |
| 1955                                     | mars 1959                 | Jean Lavergne    |              |                                                                                                  |
| mars 1959                                | mars 1971                 | Paul Sensever    |              |                                                                                                  |
| mars 1971                                | mars 1989                 | Roger Paul       | PCF          | Employé SNCF Conseiller général du canton de Bordères-sur-l'Échez (1985-1992)                    |
| mars 1989                                | mars 2008                 | Francis Tarissan | PS           | Conseiller général du canton de Bordères-sur-l'Échez (1992-1998)                                 |
| mars 2008                                | août 2017 (décès)         | Christian Paul   | PRG puis DVD | Hôtelier Rugbyman professionnel Conseiller général du canton de Bordères-sur-l'Échez (1998-2004) |
| septembre 2017                           | En cours (au 26 mai 2020) | Jérôme Crampe    | PRG          |                                                                                                  |
| Les données manquantes sont à compléter. |                           |                  |              |                                                                                                  |

### Rattachements administratifs et électoraux

#### Historique administratif
Pays et sénéchaussée de Bigorre, quarteron de Tarbes, commanderie de Bordères et Aureilhan, canton de Tarbes (1790), d'Ibos (1790), Tarbes-Nord (1801), d'Aureilhan (1973), chef-lieu de Bordères-sur-l'Échez en 1982.

#### Intercommunalité

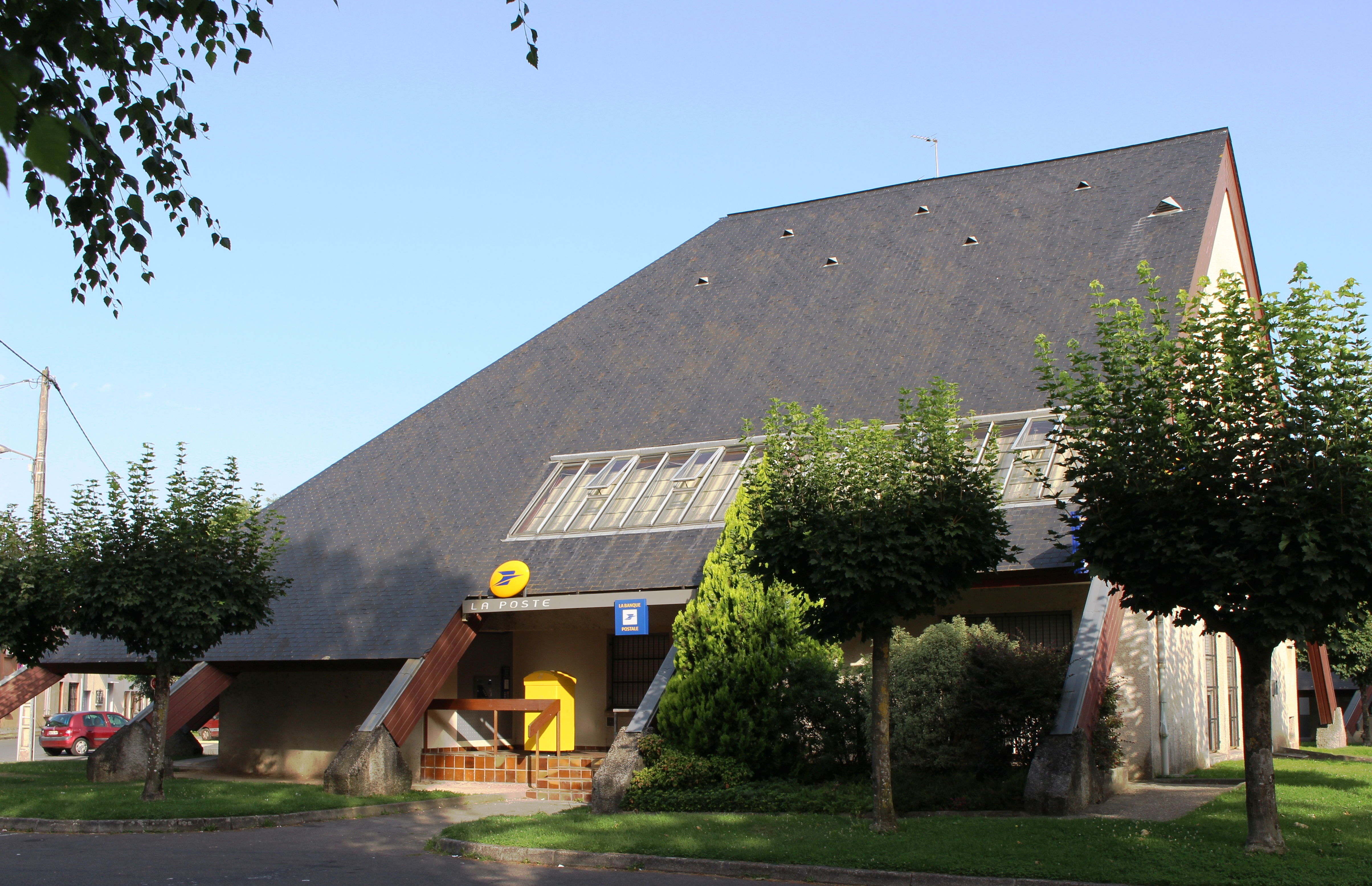
La Poste en 2017.

Bordères-sur-l'Échez appartient à la Communauté d'agglomération Tarbes-Lourdes-Pyrénées créée en janvier 2017 et qui réunit 86 communes.

### Services publics
La commune de Bordères-sur-l'Échez dispose d'une agence postale.

### Jumelages
La commune de Bordères-sur-l'Échez est jumelée avec la commune de :
- Alcanar (Catalogne).

## Population et société

### Démographie

#### Évolution démographique
L'évolution du nombre d'habitants est connue à travers les recensements de la population effectués dans la commune depuis 1793. Pour les communes de moins de 10 000 habitants, une enquête de recensement portant sur toute la population est réalisée tous les cinq ans, les populations de référence des années intermédiaires étant quant à elles estimées par interpolation ou extrapolation. Pour la commune, le premier recensement exhaustif entrant dans le cadre du nouveau dispositif a été réalisé en 2006.

En 2022, la commune comptait 5 394 habitants, en évolution de +4,72 % par rapport à 2016 (Hautes-Pyrénées : +1,59 %, France hors Mayotte : +2,11 %).
| 1793  | 1800  | 1806  | 1821  | 1831  | 1836  | 1841  | 1846  | 1851  |
| ----- | ----- | ----- | ----- | ----- | ----- | ----- | ----- | ----- |
| 1 400 | 1 113 | 1 273 | 1 576 | 1 773 | 1 854 | 1 885 | 1 914 | 1 923 |

| 1856  | 1861  | 1866  | 1876  | 1881  | 1886  | 1891  | 1896  | 1901  |
| ----- | ----- | ----- | ----- | ----- | ----- | ----- | ----- | ----- |
| 1 922 | 1 793 | 1 803 | 1 814 | 1 778 | 1 729 | 1 755 | 1 735 | 1 689 |

| 1906  | 1911  | 1921  | 1926  | 1931  | 1936  | 1946  | 1954  | 1962  |
| ----- | ----- | ----- | ----- | ----- | ----- | ----- | ----- | ----- |
| 1 674 | 1 738 | 1 612 | 1 673 | 1 689 | 1 686 | 2 015 | 2 231 | 2 356 |

| 1968  | 1975  | 1982  | 1990  | 1999  | 2006  | 2011  | 2016  | 2021  |
| ----- | ----- | ----- | ----- | ----- | ----- | ----- | ----- | ----- |
| 2 950 | 3 426 | 3 712 | 3 893 | 3 551 | 3 879 | 4 338 | 5 151 | 5 407 |

| 2022  | - | - | - | - | - | - | - | - |
| ----- | - | - | - | - | - | - | - | - |
| 5 394 | - | - | - | - | - | - | - | - |

### Enseignement
La commune dépend de l'académie de Toulouse. Elle dispose d’une école en 2017.
- École maternelle : Charles Perrault
- École élémentaire : Arc-en-ciel

Sélection de vues des installations scolaires municipales en 2017.
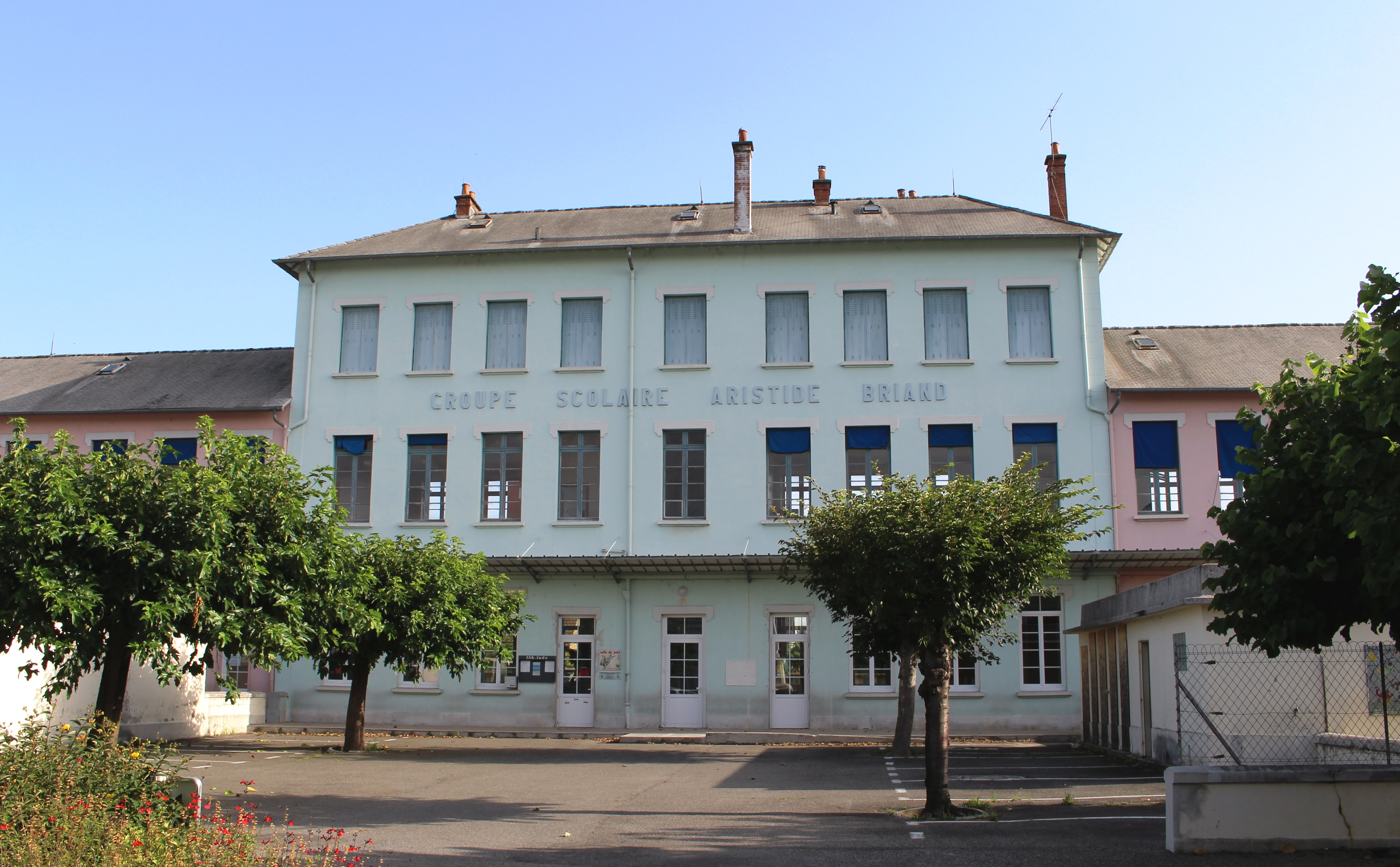
L'ancienne école.
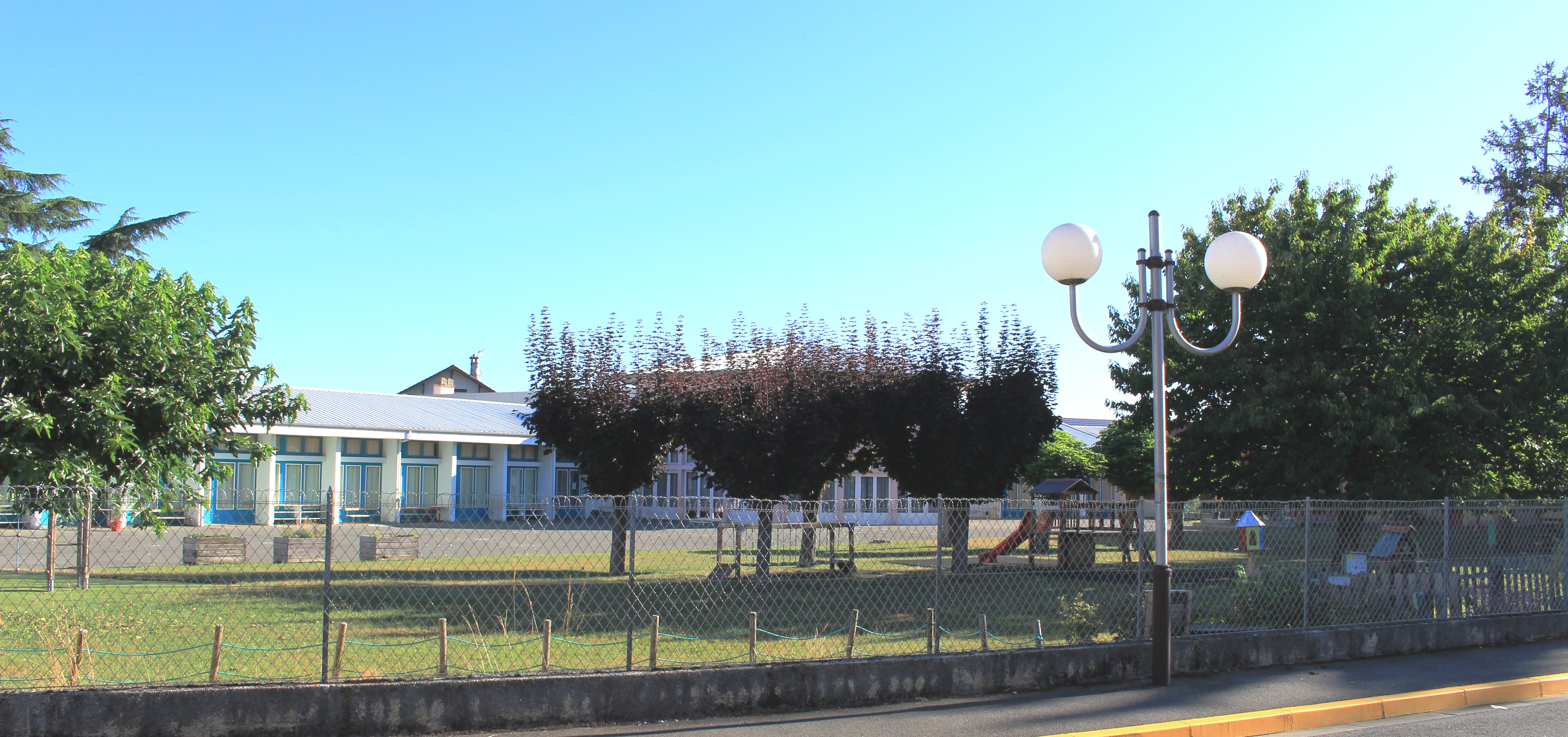
L'école maternelle Charles Perrault.
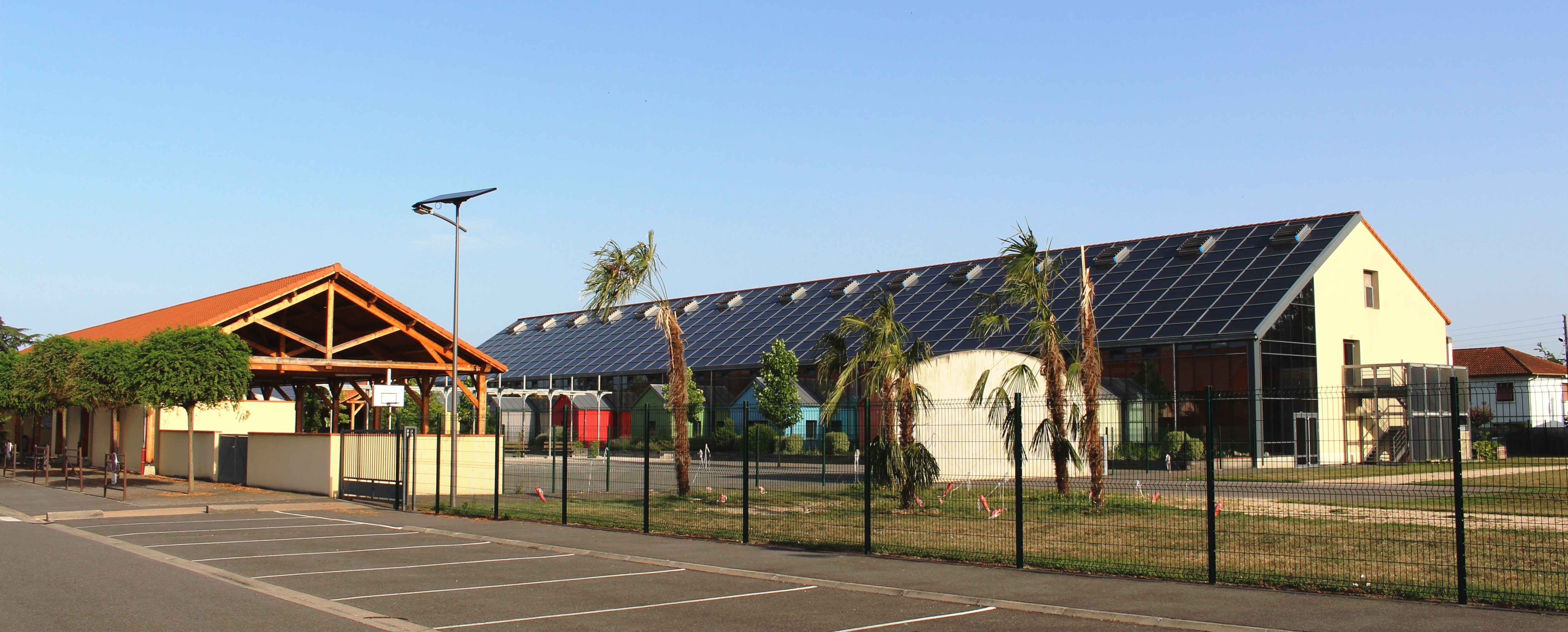
L'école élémentaire Arc-en-ciel.

### Sports
- Rugby à XV : Club athlétique de Bordères devenu en 2006 Oursbelille Bordères Rugby Club :
  - 1975 : champion Armagnac Bigorre de 2e série[41] ;
  - 1975 : champion de France de 2e série (bat l'ES Vaulnaveys-le-Haut 6-3)[41] ;
  - 1989 : champion Armagnac Bigorre Honneur[41] ;
  - 1996 : champion de France de réserves 3e division (Excellence B) (battu par le Rugby Club de Pontoise 21-15)[41] ;
  - 2013 : champion Armagnac Bigorre de 2e série ;
  - 2014 : champion Armagnac Bigorre de 1re série, champion de France de 1re série (bat le RC Motterain 15-0)[42] ;
  - 2017 : champion Armagnac-Bigorre de Promotion Honneur

Sélection de vues des installations sportives municipales.
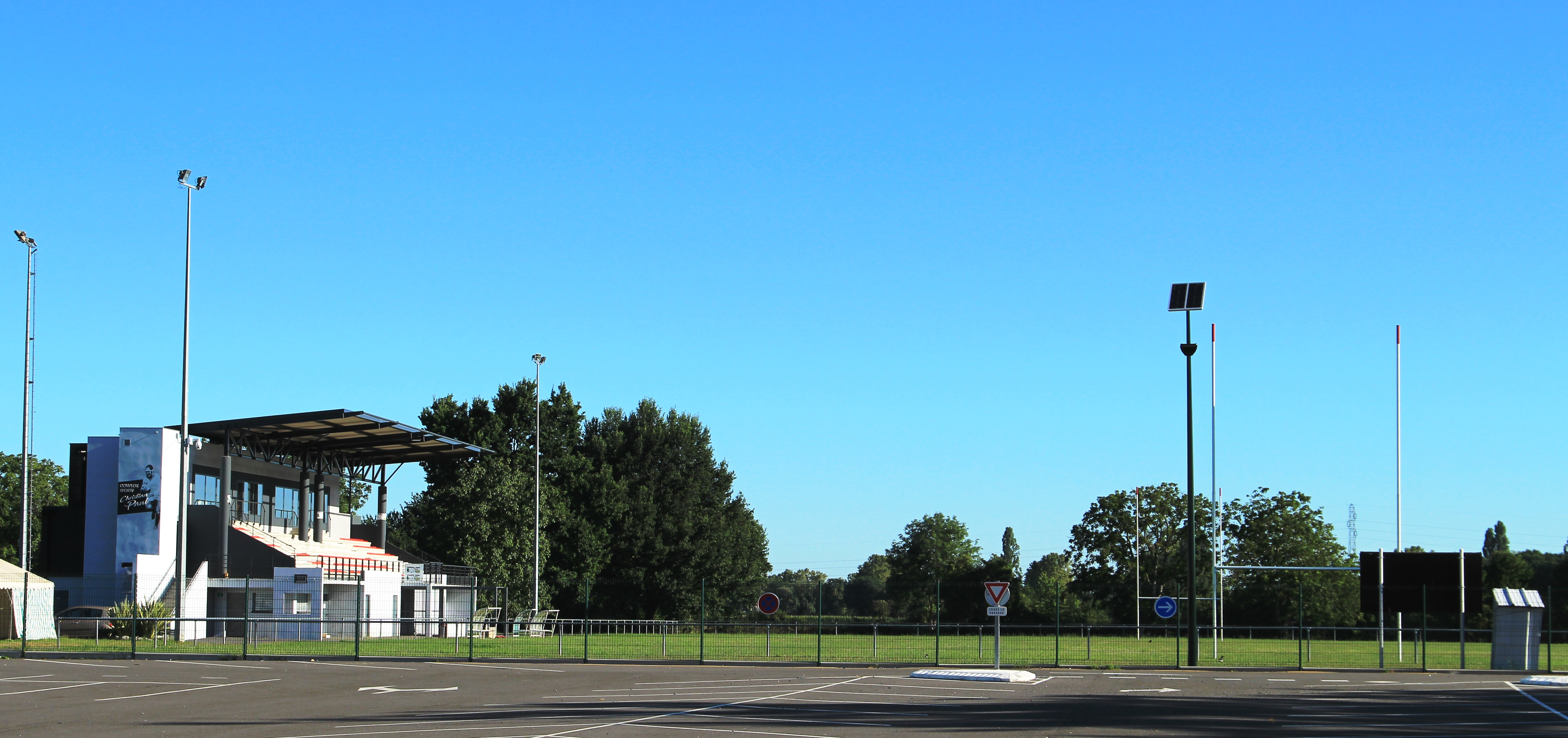
Le stade de rugby Christian-Paul en 2019.
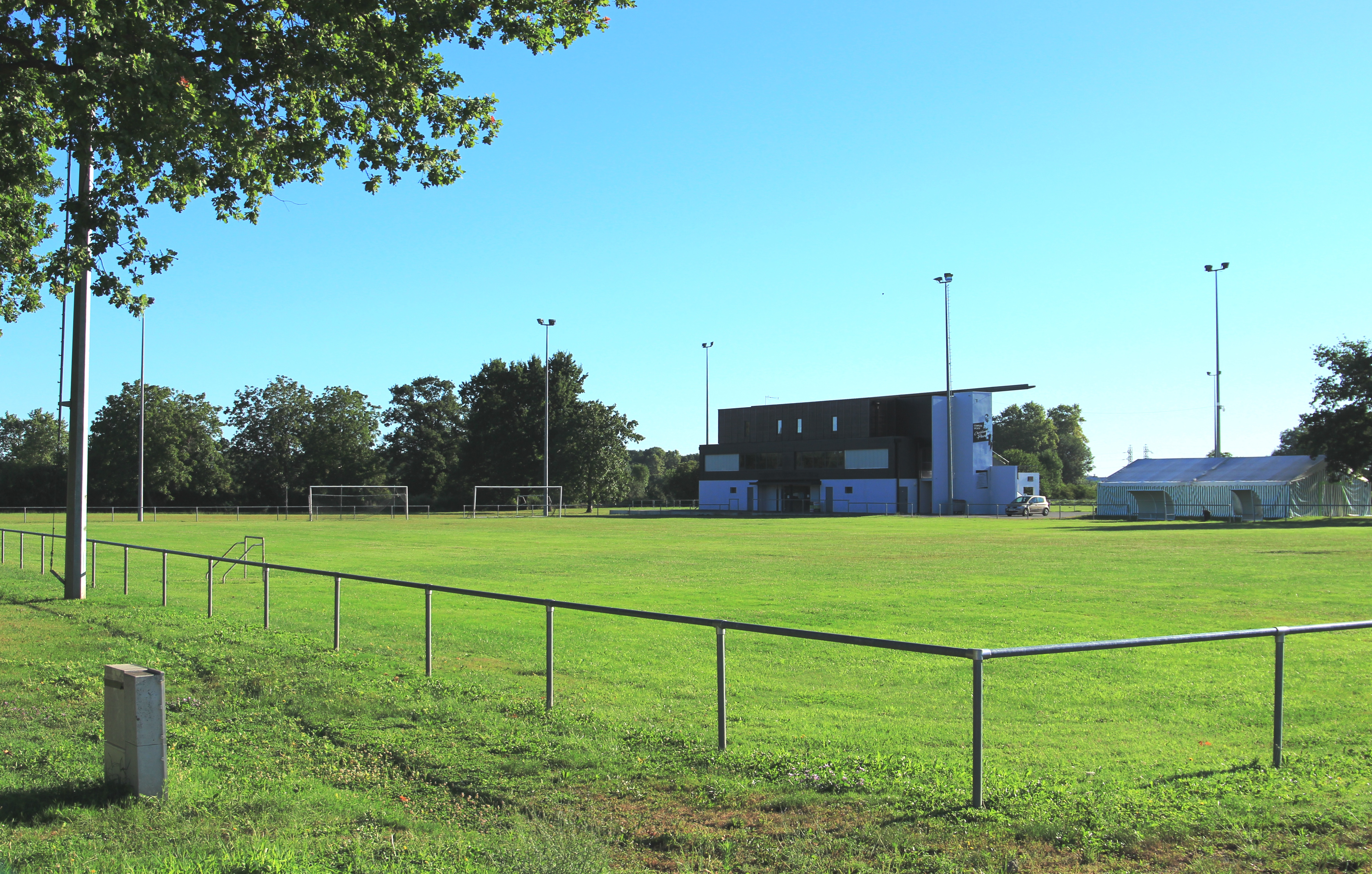
Le stade de football en 2019.

## Économie

### Revenus
En 2018, la commune compte 2 189 ménages fiscaux, regroupant 5 265 personnes. La médiane du revenu disponible par unité de consommation est de 19 660 € (20 420 € dans le département). 44 % des ménages fiscaux sont imposés (44,4 % dans le département).

### Emploi
|                | 2008  | 2013  | 2018  |
| -------------- | ----- | ----- | ----- |
| Commune        | 8 %   | 7,9 % | 9,3 % |
| Département    | 7,7 % | 9,4 % | 9,8 % |
| France entière | 8,3 % | 10 %  | 10 %  |

En 2018, la population âgée de 15 à 64 ans s'élève à 3 212 personnes, parmi lesquelles on compte 72,1 % d'actifs (62,8 % ayant un emploi et 9,3 % de chômeurs) et 27,9 % d'inactifs,. En  2018, le taux de chômage communal (au sens du recensement) des 15-64 ans est inférieur à celui de la France et département, alors qu'en 2008 il était supérieur à celui du département et inférieur à celui de la France.
La commune fait partie de la couronne de l'aire d'attraction de Tarbes, du fait qu'au moins 15 % des actifs travaillent dans le pôle,. Elle compte 1 300 emplois en 2018, contre 1 382 en 2013 et 1 389 en 2008. Le nombre d'actifs ayant un emploi résidant dans la commune est de 2 045, soit un indicateur de concentration d'emploi de 63,5 % et un taux d'activité parmi les 15 ans ou plus de 55 %.
Sur ces 2 045 actifs de 15 ans ou plus ayant un emploi, 393 travaillent dans la commune, soit 19 % des habitants. Pour se rendre au travail, 91,4 % des habitants utilisent un véhicule personnel ou de fonction à quatre roues, 1,4 % les transports en commun, 3,4 % s'y rendent en deux-roues, à vélo ou à pied et 3,8 % n'ont pas besoin de transport (travail au domicile).

## Culture locale et patrimoine

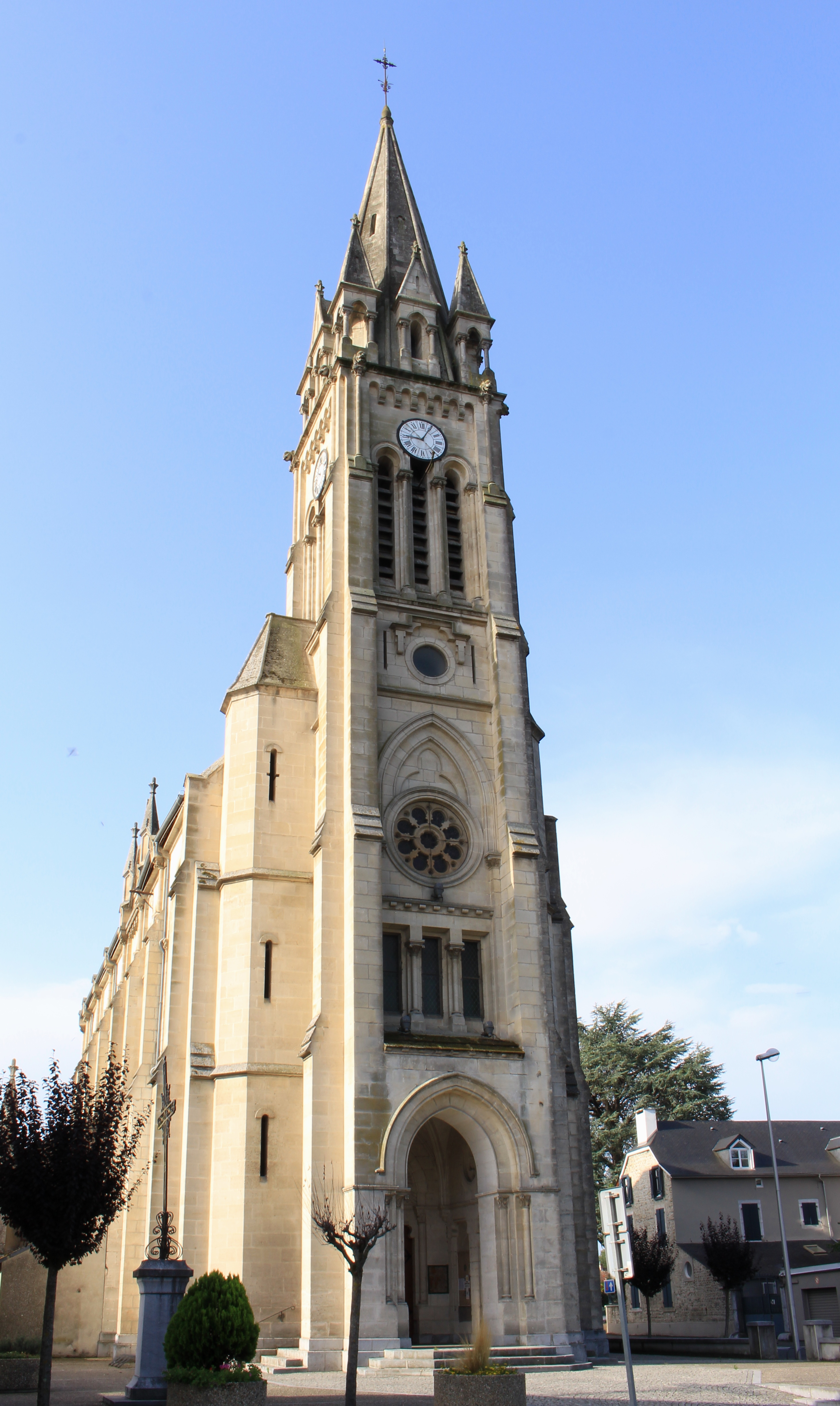
L'église Saint-Barthélémy en 2017.

### Lieux et monuments
- Le château d'Urac abrite l'Institut médico-pédagogique et professionnel voué à l'accueil et à l’accompagnement d'enfants et de familles en difficulté.
- Église Saint-Barthélémy de Bordères-sur-l'Échez.
- Bois du Commandeur.
- Pont de l'Échez.
- Pont du Souy.
- L'école, bâtiment contemporain reconnaissable à sa verrière, œuvre de Jean-Paul Pagnoux.

### Personnalités liées à la commune
- Jean-Michel Cazabat (1959-), créateur de chaussures, né à Bordères-sur-l'Échez.
- Christian Paul, joueur de rugby à XV, né à Bordères-sur-l'Échez. Il fut également maire du village de 2008 à 2017.

## Voir aussi

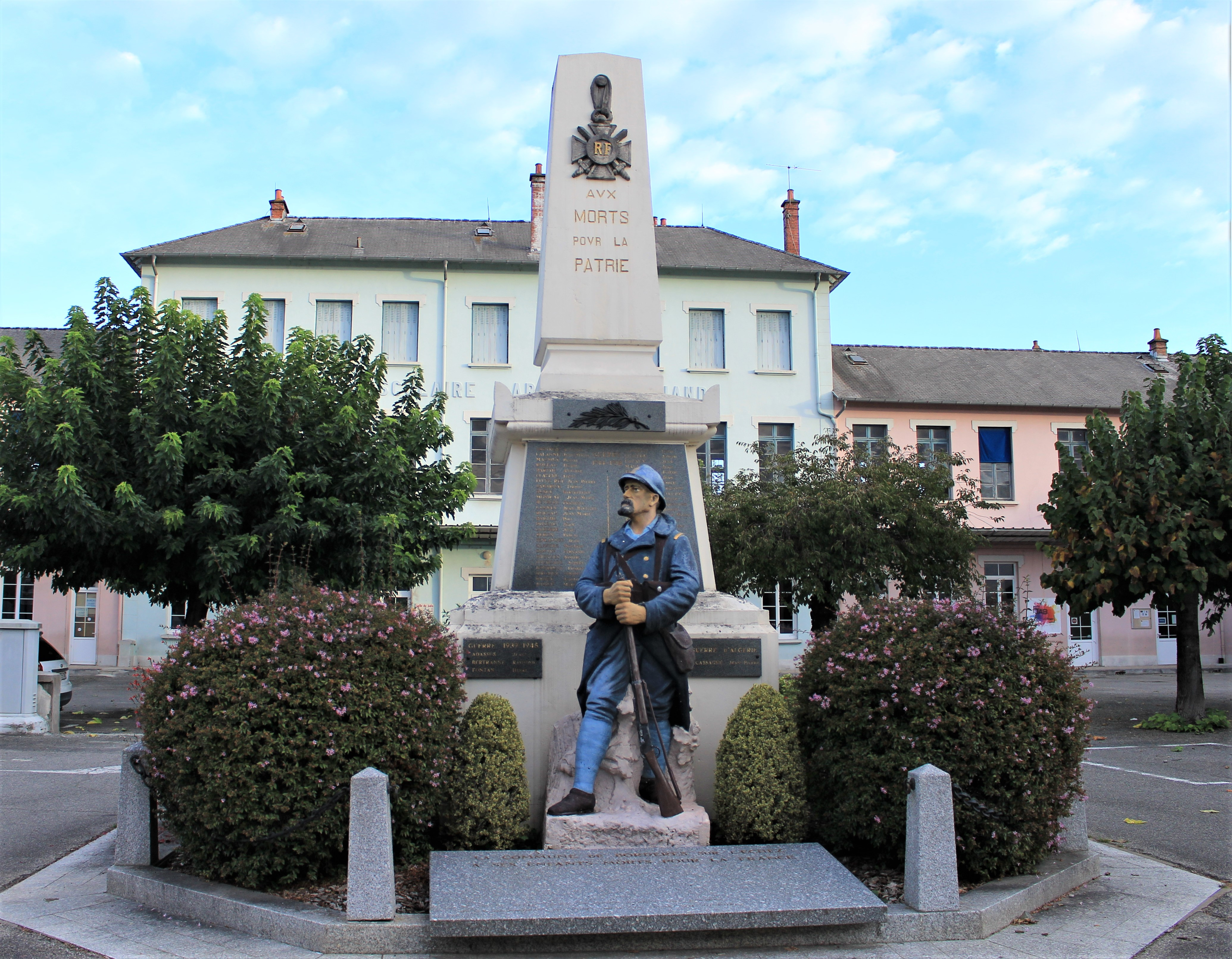
Le monument aux morts municipal.

### Héraldique
| Blason | Blasonnement : De gueules aux deux lions affrontés d'or tenant entre leurs pattes un besant du même surmonté d'une croisette pattée de huit pointes d'azur (armes fautives). |